# Salvatore Cortese

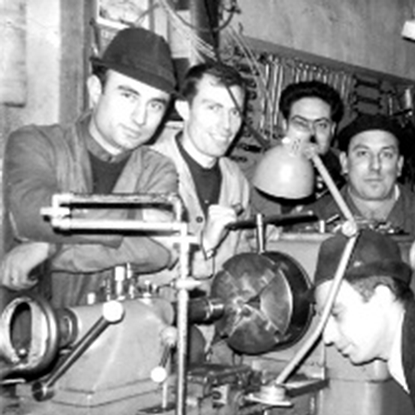
Salvatore Cortese, in officina

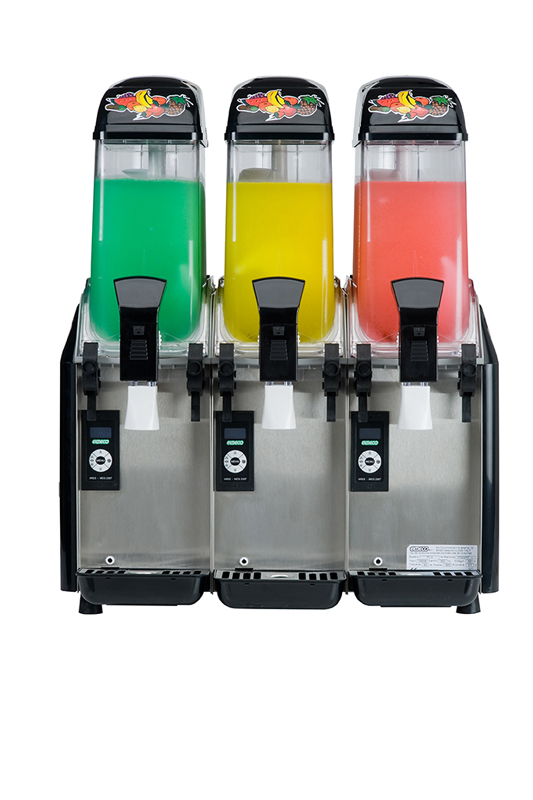
First Class by Elmeco

Salvatore Cortese (Napoli, 26 gennaio 1933 – Napoli, 22 ottobre 2007) è stato un inventore italiano.

## Biografia
Salvatore Cortese nacque nel 1933 a Napoli. Alla fine degli anni ’50 Cortese aveva insieme ai fratelli una ditta che si chiamava f.lli Cortese snc e si occupava di assistenza per attrezzature da bar. Fu Passalacqua, un torrefattore napoletano, a chiedere a Cortese un’idea per eliminare la famosa grattata di ghiaccio e passare ad una macchina più efficiente dal punto di vista dell’igiene e della manutenzione.
Nel 1961, su richiesta del suo cliente, progettò il primo granitore verticale con completa esposizione del prodotto, segnando il passaggio dalla produzione manuale della granita a quella meccanica e poi elettronica. La macchina fu chiamata Royal (6 o 12 in base alla capacità). Si componeva di un impianto frigo su cui poggiava una piastra refrigerata chiusa da un contenitore circolare dotato di rubinetto. Al suo interno vi erano due pale mosse da altrettanti motori. Uno girava molto lentamente e aveva il compito di raschiare il ghiaccio che si formava per congelamento del prodotto (succo di limone, arancia, fragola, etc) con una percentuale di zucchero. L'altro girava in senso opposto e aveva il compito di mescolare il prodotto e contemporaneamente aiutarne la fuoriuscita dal rubinetto. La portata innovativa consisteva nel fatto che la macchina permetteva di produrre, esporre e nello stesso tempo distribuire la granita.
Nel 1989 Salvatore Cortese rilevò dai fratelli la società Elmeco, (Elettromeccanica Cortese) e proseguì nella sua opera di innovatore del settore.

## Brevetti
Nel 1983 con brevetto del 30.05.1983 lanciò “Mach”, il primo granitore orizzontale. L’innovazione consisteva nella capacità prodotta maggiore (2 litri in più per ogni vasca) e nella riduzione del 50% dello spazio occupato sul banco del bar. Mach, inoltre, con un solo motore (invece di due) riusciva a erogare, produrre e miscelare grazie a un’elica senza fine all'interno della vasca. Il prodotto si formava sempre all'interno della vasca che ghiacciava il prodotto. Con Mach nascono i primi stampi per la produzione industriale.
Nel 1993, scaduto il brevetto alcuni concorrenti passarono immediatamente dal modello verticale a quello orizzontale con una variante. In questo modo venne riconosciuta la validità del brevetto a livello mondiale.

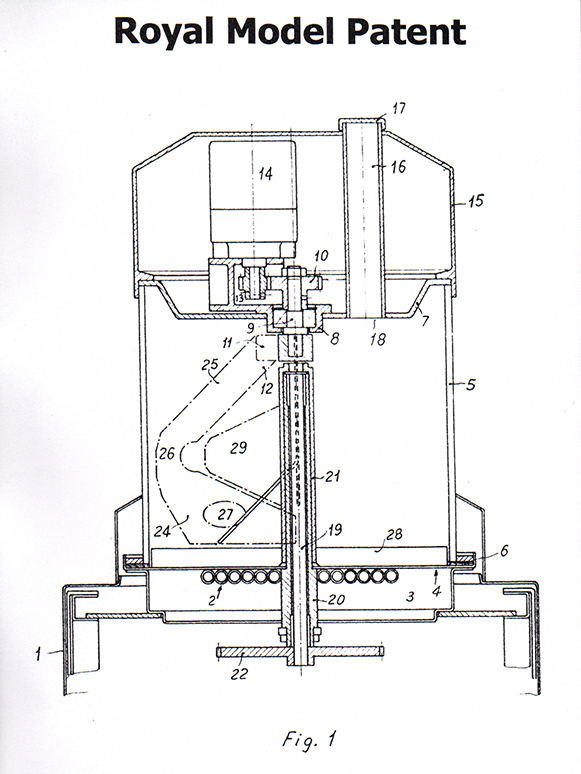
Royal Model Patent

Nel 1995 con brevetto NA95A00038 del 08.02.1995 Cortese lanciò una nuova macchina, il First Class: primo granitore a trasmissione Verticale che sfrutta un meccanismo di ingranaggi verticale e orizzontale che permette il movimento del prodotto in modo indiretto con una semplificazione degli aspetti legati all’igiene e un azzeramento dei costi di manutenzione. Ancora oggi Elmeco rimane l'unica azienda a produrre questo modello.